# 印度佛教
佛教在當今印度的各個宗教中已屬小眾，在其起源地印度的發展也幾經起伏。現今佛教徒於印度總人口中佔0.7%的比例，按2023年的資料印度有約1000萬名佛教信徒。

## 概論
佛教起源於印度，是古印度諸宗教之一，受到吠陀傳統與沙門傳統的影響，與耆那教在同時間開始發展。在孔雀王朝時代獲得正統地位，開始向外傳播。
在公元1世紀前後，大乘佛教由部派佛教中獨立出來，形成兩大傳統，二者同時發展。

### 早期印度佛教
印度佛教史上曾经有四次（或三次）集合僧团共同诵出佛经，确定正式经典的情况发生，称为四次（或三次）“结集”。
佛教经典的第一次结集发生在釋迦牟尼入滅（称为“佛滅”）后不久，由大迦叶主持，在王舍城集合了五百名被认为已经证得罗汉果位的僧人（五百罗汉）确立最初的佛经体系。此次集结由迦叶主持，阿难负责诵出经藏（修多罗藏），优波离负责诵出律藏（毘尼藏）。
佛教经典的第二次结集据记载发生在佛灭后百年。根据上座部諸律藏的记载，是由于毘舍离比丘违反十种戒律的规定（十事），为此集合了七百名比丘讨论十事是否符合律法。讨论的结果为“十事”非法，七百比丘并在此后合诵经典。南傳佛教《島史》聲稱與此同时，毗舍离僧人为代表的人数众多的僧人也集合了一万人，并进行了自己的集结，称为大集结。由此，并引起了佛教上座部和大众部的分裂，由于是佛教僧团的第一次重大分裂，故称为“根本分裂”。以上大众部和上座部的前身所进行的集结一并被称为第二次集结。

### 部派佛教時期
自從第二次結集後，佛教分化為大眾部與上座部兩大部派，史稱「根本分裂」。後來隨著教徒對戒律、教義見解的差異，兩大部派又再度分化，大約持續到西元一世紀前後，佛教中慢慢形成大乘佛教為止，此即所謂的「枝末分裂」。大眾部先後發展成為一說部、說出世部、雞胤部、多聞部、說假部、制多山部、西山住部和北山住部等。上座部則分裂出說一切有部、雪山部、犢子部、法上部、賢胄部、正量部、密林山部、化地部、法藏部、飲光部、經量部和赤銅鍱部等。

#### 孔雀帝國阿育王時期

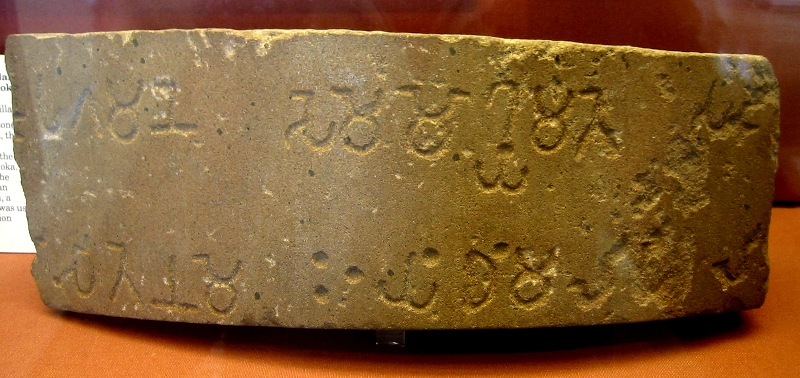
婆羅米文石柱阿育王敕令碎片

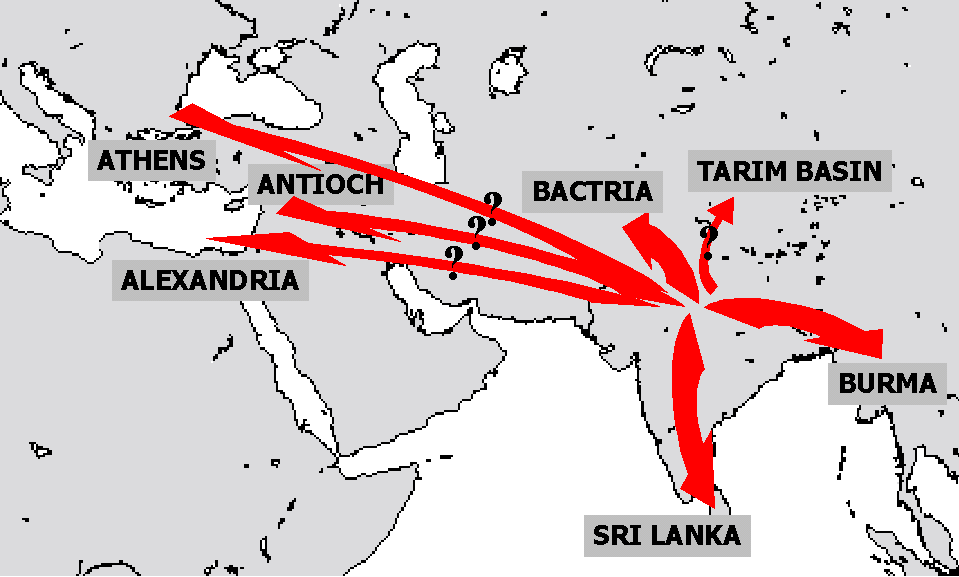
在阿育王時期，佛教在孔雀帝國及其周邊地區的傳播

公元前三世紀孔雀王朝的阿育王初信佛教時，北傳記載他曾將數以萬計的分那婆陀那國的拜偶像外道屠殺，導致誤殺了自己敬重的佛教長老。據南傳記載阿育王曾因佛教僧侶不與外道一起和合說戒，而屠殺了都城內的佛教僧侶，阿育王後悔之後，再没有迫害各宗教的具體記載，對佛教、婆羅門教和耆那教都予以慷慨捐助。為了扶持佛教，他投入了大量金錢，护送大量僧人到印度各地傳教，並修建了許多佛教寺院和佛塔。這些佛塔都供奉著舎利。百姓都認為興建這些佛塔是積德行善，造福百姓。後來，阿育王的一子一女相繼出家，佛教傳播至印度全境並向外傳播到斯里蘭卡與孟族地區。
第三次结集的记录仅保存在南传佛教的文献中，没有其他资料可供印证，故有学者对这次集结持怀疑态度。根据南传佛教的资料，这次集結发生在阿育王时代，由目犍连子帝须主持，集合了一千名阿罗汉，历时九个月完成。根据著有《印度佛教史》的平川彰等學者研究，这次集结的成果可知的仅为《论事》的成立和向境外傳教，故即使在历史上存在这次集结，其范围也仅在分別說部内，如果《论事》如《島史》等傳說那樣是这次集结中所作，就其涉及到的部派觀點而言，其时代当在公元前二世纪。在漢傳佛教和藏傳佛教典籍中也有著阿育王時代其他部派進行自己的第三次結集的記載。

#### 巽伽王朝與印度-希臘王國等時期
佛教典籍中記載了，中印度摩揭陀國弗沙蜜多羅毀滅佛法，和西北印的三惡王滅法等事件。印度史記載巽伽王朝開國君主华友一面壓制佛教，一面致力復興婆羅門教。印度-希臘王國米南德一世信仰佛教。

### 佛教在印度的复兴

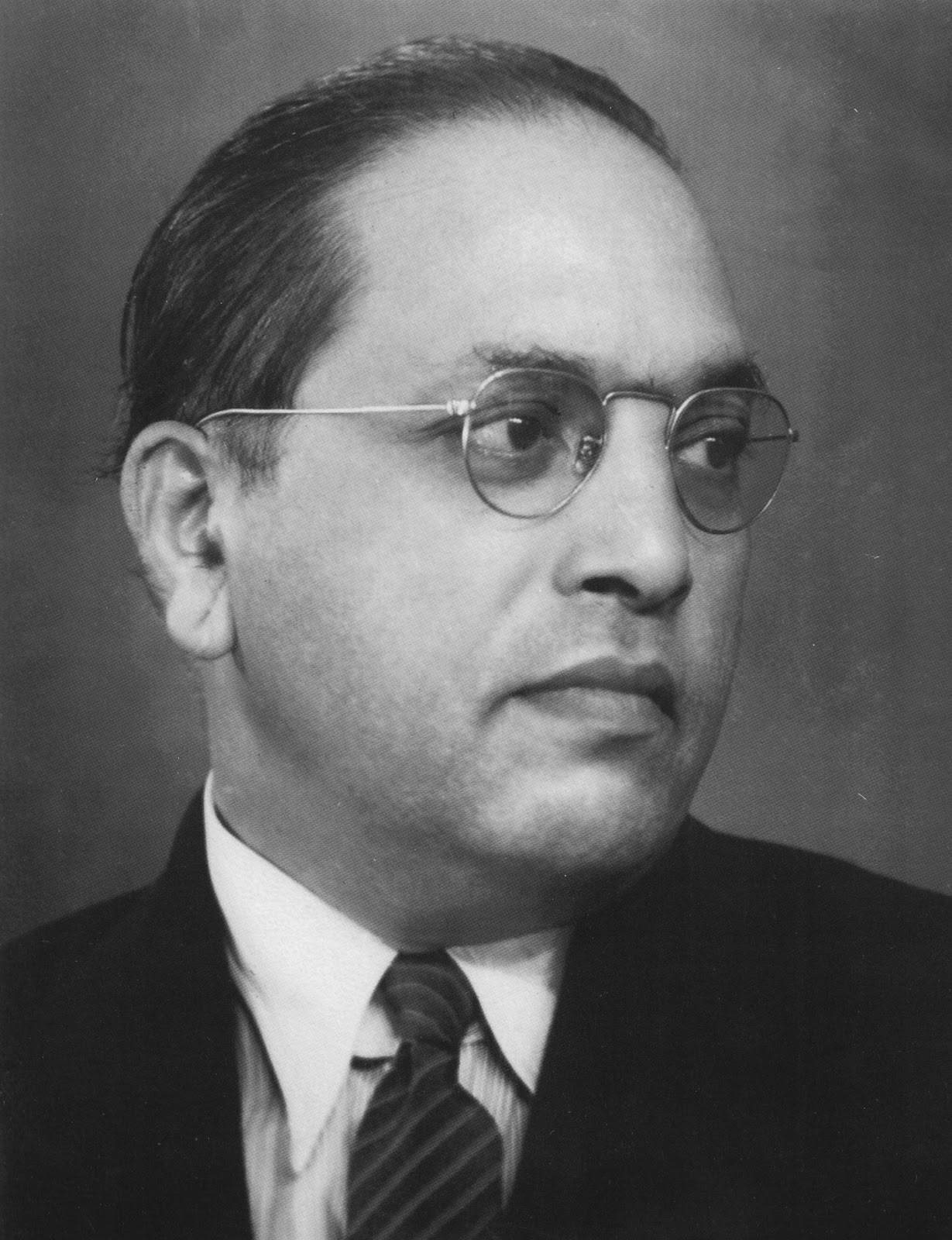
阿姆倍伽尔 (1891-1956)

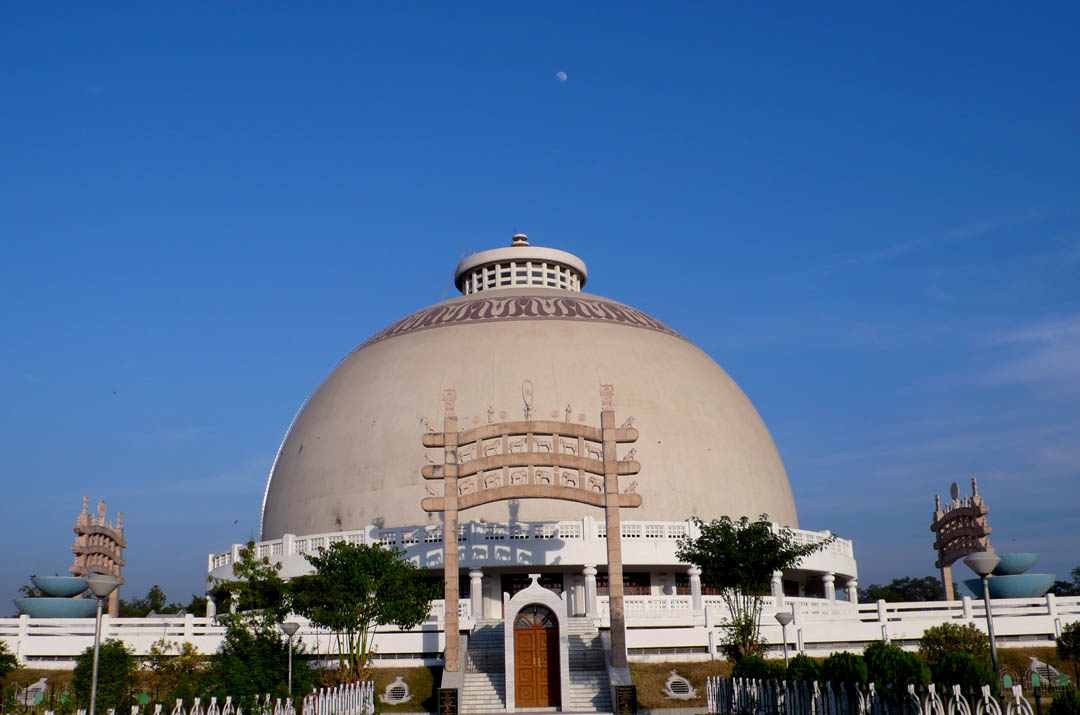
那格浦尔的迪克沙布米，1956年阿姆倍伽尔率领追随者们集体皈依佛教之处

1956年，阿姆倍伽尔发起了达利特佛教运动，并有大约100万追随者信奉佛教。阿姆倍伽尔在印度复兴了佛教，他被称为菩萨。1951年，印度的佛教徒只有181,000名，此转变后，佛教徒增长了1.6倍，1961年達到320万。  2011年，印度有8,500,000佛教徒，其中7,300,000（87％）是安贝德卡的支持者。 马哈拉施特拉邦有650万佛教徒，占全印佛教徒的77％。